# Eärendil
Vous lisez un « bon article » labellisé en 2011.
Pour les articles homonymes, voir Earendel (homonymie).
Pour le roi du Gondor, voir Eärendil (Gondor).
Eärendil est un personnage du légendaire de l'écrivain britannique J. R. R. Tolkien. Il apparaît notamment dans son roman posthume Le Silmarillion, mais aussi dans Le Livre des contes perdus. Il est évoqué dans Le Seigneur des anneaux comme un être devenu légendaire.
C'est un semi-elfe, fils unique de Tuor, un Homme de la Maison de Hador, et d'Idril Celebrindal, une Elfe noldorine. Il naît à Gondolin et échappe au sac de la ville dans son enfance : ses parents s'enfuient jusqu'à l'embouchure du Sirion, où il rencontre et épouse Elwing. Il a deux fils, Elrond et Elros. Devenu marin, il s'efforce d'atteindre Aman pour solliciter l'aide des Valar dans la lutte contre Morgoth. Eärendil, portant un silmaril au front, devient une étoile.
Il est le premier personnage imaginé par J. R. R. Tolkien pour faire partie de sa mythologie. La création d'Eärendil (appelé durant de nombreuses années Earendel) a été inspirée par le poème religieux Christ I, de l'auteur anglo-saxon Cynewulf. Le personnage a été soumis à une constante évolution pendant des décennies avant d'aboutir à la version définitive de son histoire, telle qu'elle apparaît dans Le Silmarillion publié.

## Description
Il existe peu de descriptions d'Eärendil dans l'œuvre de Tolkien.

« Eärendil était d'une beauté sans pareille, il avait sur le visage comme la lumière du paradis, alliant la beauté et la sagesse des Eldar à la force et à l'endurance des humains de jadis. »

— J. R. R. Tolkien, Le Silmarillion
Une description d'Eärendil nouveau-né apparaît aussi dans les Contes perdus :

« Maintenant ce nourrisson était de la plus grande beauté ; sa peau d'un blanc lumineux et ses yeux d'un bleu surpassant celui du ciel dans les pays du Sud — plus bleu encore que les saphirs du vêtement de Manwë. »

— J. R. R. Tolkien, La Chute de Gondolin

### Noms et étymologie
Dans l’univers linguistique de Tolkien, le nom elfique Eärendil découle en quenya du mot Ear signifiant « mer », et du suffixe -ndil exprimant la dévotion.  -ndil peut également 
prendre le sens de « amoureux de » ou de « ami de ». Ainsi, le nom peut signifier « ami de la mer » ou « amoureux de la mer ».
Tolkien donne d'autres noms d'Eärendil dans le texte The Shibboleth of Fëanor, rédigé après 1968. Il y développe la tradition elfique voulant que le père donne un nom à ses enfants et la mère un autre, souvent prophétique. Eärendil est le nom paternel du personnage ; sa mère Idril lui donne le nom d’Ardamírë, qui signifie « Joyau du Monde » en quenya. Ce texte indique que les noms d'Eärendil n'ont pas de véritable traduction sindarine, mais qu'ils sont rendus par les périphrases mír n'Arðon et Seron Aearon ; des formes erronées, influencées par le sindarin, existent également, comme Aerendil ou Aerennel.
En adûnaic, la langue des Númenóréens, son nom est traduit littéralement en Azrubêl, de azra « mer » et bêl « amour ».
Après qu'il est devenu une étoile, Eärendil est surnommé par les Elfes Gil-estel, « étoile de l'espoir » en sindarin. Il reçoit également différentes épithètes comme « le Semi-Elfe », « le Béni », « le Navigateur » et « le Resplendissant ».

### Généalogie
| Finwë | Finwë | Finwë | Finwë | Finwë     | Finwë     |           |           | Indis     | Indis     | Indis | Indis | Indis  | Indis  |          |        | Maison de Hador | Maison de Hador | Maison de Hador | Maison de Hador | Maison de Hador | Maison de Hador |      |      | Maison de Haleth | Maison de Haleth | Maison de Haleth | Maison de Haleth | Maison de Haleth | Maison de Haleth |  |  |
| Finwë | Finwë | Finwë | Finwë | Finwë     | Finwë     |           |           | Indis     | Indis     | Indis | Indis | Indis  | Indis  |          |        | Maison de Hador | Maison de Hador | Maison de Hador | Maison de Hador | Maison de Hador | Maison de Hador |      |      | Maison de Haleth | Maison de Haleth | Maison de Haleth | Maison de Haleth | Maison de Haleth | Maison de Haleth |  |  |
|       |       |       |       |           |           |           |           |           |           |       |       |        |        |          |        |                 |                 |                 |                 |                 |                 |      |      |                  |                  |                  |                  |                  |                  |  |  |
|       |       |       |       | Fingolfin | Fingolfin | Fingolfin | Fingolfin | Fingolfin | Fingolfin |       |       |        |        |          |        | Galdor le Grand | Galdor le Grand | Galdor le Grand | Galdor le Grand | Galdor le Grand | Galdor le Grand |      |      | Hareth           | Hareth           | Hareth           | Hareth           | Hareth           | Hareth           |  |  |
|       |       |       |       | Fingolfin | Fingolfin | Fingolfin | Fingolfin | Fingolfin | Fingolfin |       |       |        |        |          |        | Galdor le Grand | Galdor le Grand | Galdor le Grand | Galdor le Grand | Galdor le Grand | Galdor le Grand |      |      | Hareth           | Hareth           | Hareth           | Hareth           | Hareth           | Hareth           |  |  |
|       |       |       |       |           |           |           |           |           |           |       |       |        |        |          |        |                 |                 |                 |                 |                 |                 |      |      |                  |                  |                  |                  |                  |                  |  |  |
|       |       |       |       | Turgon    | Turgon    | Turgon    | Turgon    | Turgon    | Turgon    |       |       | Elenwë | Elenwë | Elenwë   | Elenwë | Elenwë          | Elenwë          |                 |                 | Huor            | Huor            | Huor | Huor | Huor             | Huor             |                  |                  |                  |                  |  |  |
|       |       |       |       | Turgon    | Turgon    | Turgon    | Turgon    | Turgon    | Turgon    |       |       | Elenwë | Elenwë | Elenwë   | Elenwë | Elenwë          | Elenwë          |                 |                 | Huor            | Huor            | Huor | Huor | Huor             | Huor             |                  |                  |                  |                  |  |  |
|       |       |       |       |           |           |           |           |           |           |       |       |        |        |          |        |                 |                 |                 |                 |                 |                 |      |      |                  |                  |                  |                  |                  |                  |  |  |
|       |       |       |       |           |           |           |           | Idril     | Idril     | Idril | Idril | Idril  | Idril  |          |        |                 |                 |                 |                 | Tuor            | Tuor            | Tuor | Tuor | Tuor             | Tuor             |                  |                  |                  |                  |  |  |
|       |       |       |       |           |           |           |           | Idril     | Idril     | Idril | Idril | Idril  | Idril  |          |        |                 |                 |                 |                 | Tuor            | Tuor            | Tuor | Tuor | Tuor             | Tuor             |                  |                  |                  |                  |  |  |
|       |       |       |       |           |           |           |           |           |           |       |       |        |        |          |        |                 |                 |                 |                 |                 |                 |      |      |                  |                  |                  |                  |                  |                  |  |  |
|       |       |       |       |           |           |           |           |           |           |       |       |        |        | Eärendil |        |                 |                 |                 |                 |                 |                 |      |      |                  |                  |                  |                  |                  |                  |  |  |

Le vert indique les Hommes et le bleu les Elfes.

## Histoire

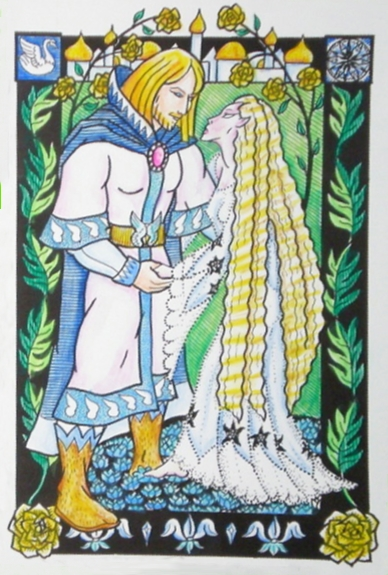
Tuor et Idril, les parents d'Eärendil.

Eärendil naît au printemps de l'an 503 du Premier Âge (P.A.), dans la cité cachée de Gondolin. En 510, le neveu du roi Turgon, Maeglin, révèle à Morgoth la position du royaume, et les armées d'Angband attaquent la cité. Maeglin profite de la situation pour s'emparer d'Eärendil et de sa mère, dont il est amoureux, mais Tuor les retrouve et affronte Maeglin, qui meurt en chutant dans le précipice de Caragdûr. Eärendil et ses parents, rejoints par quelques autres habitants de Gondolin, réussissent à échapper au désastre par les tunnels secrets de la cité.
Les survivants s'enfuient vers le sud, le long de la vallée du Sirion, et séjournent quelque temps dans la forêt de Nan-tathren. Tuor compose alors pour Eärendil une chanson sur le Vala Ulmo, et cette chanson réveille chez eux la nostalgie de la mer. Ils continuent ainsi leur voyage en suivant le cours du Sirion jusqu'à son embouchure et s’installent en Arvernien, une terre déjà peuplée par les survivants de la chute du royaume de Doriath.
Avant de partir pour Aman en compagnie de Tuor, Idril donne à Eärendil la pierre Elessar. En tant que nouveau dirigeant de son peuple, il utilise les pouvoirs de guérison de la pierre pour faire prospérer l'Arvernien. Eärendil épouse une autre semi-elfe, Elwing, princesse de Doriath, et de leur union naissent les jumeaux Elrond et Elros, respectivement futurs seigneur d’Imladris et premier roi de Numénor.
Eärendil se lie d'amitié avec l'Elfe charpentier Círdan. Avec son aide, Eärendil construit le navire Vingilot. À partir de l'an 534, il parcourt les mers à la recherche d'Aman, dans le but de revoir ses parents et de supplier les Valar de venir en aide à la Terre du Milieu, désormais presque entièrement soumise au joug de Morgoth.
Elwing a sauvé de la destruction de Doriath le Silmaril que ses grands-parents, Beren et Lúthien, avaient arraché à Morgoth. Quand les fils de Fëanor l'apprennent, ils attaquent l'Arvenien pour récupérer le joyau de leur père, qui selon leur serment ne devait appartenir qu'à l'un d'entre eux : c'est le troisième Massacre Fratricide des Elfes. Eärendil se trouve alors en mer, et ignore tout de l'attaque jusqu'à ce que son épouse, transformée en oiseau par Ulmo, rejoigne le Vingilot et lui raconte les faits après avoir repris forme humaine. Avec son peuple détruit et croyant ses fils morts, Eärendil estime n'avoir plus rien à espérer en Terre du Milieu et met le cap droit vers l'ouest.
Grâce à l'aide du Silmaril, en 542, le Vingilot atteint les rives d'Eldamar. Eärendil plaide la cause des Edain et des Eldar devant les Valar et réussit à les convaincre d'entrer en guerre à nouveau contre Morgoth. Concernant le sort d'Eärendil et Elwing, les Valar ne les laissent pas entrer en Aman, et Manwë décrète que les Semi-Elfes devront choisir s'ils veulent vivre comme des Elfes immortels ou comme des Hommes mortels. Elwing choisit de rejoindre les Elfes, et Eärendil suit son choix, bien que sa préférence personnelle le porte davantage vers le peuple de son père.
Le Vingilot est béni par les Valar et traverse la Porte de la Nuit, avec Eärendil à son bord, le Silmaril au front : il devient une étoile, signe d'espoir pour les habitants de la Terre du Milieu, qui l'appellent Gil-Estel « étoile de l'espérance ». Lors de la guerre de la Grande Colère, il conduit « tous les oiseaux du ciel » au combat contre les dragons volants, et abat lui-même Ancalagon, le plus grand d'entre eux.
Depuis lors, Eärendil voyage à travers le firmament, portant toujours le Silmaril et, selon les Elfes, la lumière qui émane de lui correspond à l'étoile Vénus, le plus brillant des astres.
L'histoire d'Eärendil est racontée dans Le Seigneur des anneaux, où Bilbon Sacquet écrit et chante une chanson qui lui est consacrée.

## Évolution du personnage

### Inspiration et création
Durant l'été 1914, alors qu’il passait une partie de ses vacances scolaires dans la ferme de sa tante Jane Neave, dans le Nottinghamshire, J. R. R. Tolkien écrivit un poème d'une importance capitale pour la naissance de son futur légendaire. Déjà à l'époque, il était intéressé par le vieil anglais et lisait diverses œuvres dans cette langue, parmi lesquelles le poème Christ II, de Cynewulf, dont deux vers en particulier le marquèrent :
Eálá Earendel engla beorhtast

Ofer middangeard monnum sended

(Salut, Éarendel, le plus brillant des anges

envoyé aux hommes sur la terre du milieu)
Inspiré par ces lignes, Tolkien écrivit le poème « Le Voyage d'Éarendel, l'étoile du soir » (The Voyage of Éarendel, the Evening Star), qui racontait le voyage dans le ciel du navigateur Éarendel. En novembre 1914, Tolkien lut le poème aux membres du T.C.B.S. (Tea Club and Barrovian Society), un club semi-secret formé par quelques amis. Il fut bien accueilli, mais quand l'un de ses amis l'interrogea sur la signification du poème, Tolkien lui-même ne sut que répondre.
Plus tard, Tolkien fit dériver des premiers vers de Christ II, la phrase utilisée pour susciter le pouvoir de la fiole de Galadriel, un objet dans lequel l'Elfe Galadriel gardait la lumière d'Eärendil après avoir été élevé aux cieux par les Valar :
Aiya Eärendil, elenion ancalima

(Salut Eärendil, la plus brillante des étoiles)

### Poèmes
Avant que l'histoire se transforme en prose et évolue jusqu'à celle qui apparaît dans Le Silmarillion, Tolkien composa trois autres poèmes dédiés à Eärendil (nommé Eärendel dans tous trois), dont les dernières versions furent publiées par Christopher Tolkien dans Le Second Livre des contes perdus (1984).
À Oxford, pendant l'hiver 1914, Tolkien écrivit le deuxième poème, intitulé « L'Ordonnance du ménestrel » (The Bidding of the Minstrel) et dédié au navire d'Eärendil, baptisé plus tard Vingilot.
Dans le troisième, intitulé « Les Rives de Faërie » (The Shores of Faërie) et commencé en juillet 1915 à Birmingham, Tolkien commença à introduire les premiers éléments qui firent partie de son légendaire, comme la région de Valinor, la montagne Taniquetil et les Deux Arbres. Le poème décrit la vision qu'a Eärendel du pays de Valinor, « à l'Ouest du Soleil, à l'Est de la Lune ».
Le quatrième poème, « Les Marins heureux » (The Happy Mariners), fut aussi commencé en juillet 1915, dans la ville de Barnt Green, près de Birmingham. Quelques années après, en 1923, ce poème sera publié à Leeds, dans le recueil A Northern Venture, avec « L'Homme de la lune est descendu trop tôt » (par la suite inclus dans le recueil Les Aventures de Tom Bombadil). Vers 1940, Tolkien réalisa une révision des « Marins heureux », l'amplifiant considérablement.

### Premières esquisses en prose
En 1917, quand il retourna à Great Haywood à cause d'une maladie contractée pendant son service lors de la Première Guerre mondiale, Tolkien écrivit une histoire en prose sur la destruction du royaume elfique de Gondolin, dans laquelle il introduisit le personnage d'Eärendel, le petit-fils du roi. Cette histoire, La Chute de Gondolin, serait incluse dans le livre qu'il avait appelé Le Livre des contes perdus. Le biographe de Tolkien, Humphrey Carpenter, indique que l'histoire était une invention totale de l'écrivain, où l'on ne peut qu'apprécier certaines influences superficielles, comme l'expérience de Tolkien dans les tranchées de la bataille de la Somme et le style de William Morris. La chute de Gondolin s'achève avec l'arrivée d'Eärendel et des autres survivants à l'embouchure du fleuve Sirion, où ils s'établissent.
D'une certaine façon, Tolkien décida de continuer l'histoire d'Eärendel dans Le Conte du Nauglafring, un autre des Contes perdus, qui commence avec l'arrivée d'Elwing à l'embouchure du Sirion ; cependant, il décida finalement que l'histoire serait indépendante. Pour créer le nouveau conte, qu'il baptisa Le Conte d'Eärendel, il écrivit une série d'esquisses dans lesquelles il résuma les points que devait suivre l'histoire, mais comme il s'agissait de la première étape de composition, les idées étaient en constante évolution.
La première esquisse raconte l'amour entre Eärendel et Elwing depuis l'enfance et comment Tuor, se sentant vieillir, prend la mer. Après en avoir été informé, Eärendel part à sa recherche, mais à cause de la malédiction du Nauglafring, il fait naufrage et est sauvé par le Vala Ulmo, qui lui ordonne d'aller à Kôr (ancien nom de la cité de Tirion). La malédiction lui fait faire à nouveau naufrage, mais il parvient à rentrer chez lui, où il apprend que sa mère a aussi pris la mer. Eärendel construit la nef Vingilot et, après s'être séparé d'Elwing, prend la direction de Valinor. Alors, les oiseaux de Gondolin arrivent à Kôr et apprennent à ses habitants la chute du royaume, si bien que les Eldar marchent contre Melkor et se saisissent de lui. En arrivant à Kôr, Eärendel la trouve donc déserte, et il fait demi-tour pour rentrer à l'embouchure du Sirion. Une fois là-bas, il découvre que sa cité a été saccagée et qu'Elwing est morte. Il reprend donc la mer vers Tol Eressëa, arrivant finalement à l'île des Oiseaux-Marins, où il commence son voyage jusqu'au ciel.
L'esquisse suivante lui ressemble beaucoup, à ceci près que Voronwë accompagne tout le temps Eärendel et qu'Elwing ne meurt pas, mais se transforme en oiseau et son mari attend son retour avec les autres oiseaux dans l'Île des Oiseaux-Marins. Dans une aventure sur la mer est aussi incluse l'apparition d'Ungweliantë (la future araignée Ungoliant). L'esquisse continue en décrivant comment, des décennies après, Eärendel navigue jusqu'à la vallée située au bord du monde et monte au ciel, rencontrant Elwing, mais, poursuivi par le marin de la lune (plus tard le Maia Tilion), il traverse la Porte de la Nuit, d'où il ne peut retourner dans le monde sous peine de mourir.
La dernière esquisse présente plus de modifications par rapport aux versions antérieures. Eärendel sait que Tuor a pris la mer et c'est même lui qui pousse son bateau ; Voronwë disparaît à nouveau du récit et ce n'est pas Ulmo qui sauve Eärendel du naufrage, mais les Oarni (sirènes). Toute la partie sur les Valar, les Eldar et la capture de Melkor est omise. Tolkien abandonna finalement les Contes perdus au début des années 1920, laissant le Conte d'Eärendel inachevé.

### L'Esquisse de la mythologie
En 1926, alors qu'il écrivait Les Lais du Beleriand, Tolkien prêta une copie du Lai des Enfants de Húrin à Richard W. Reynolds, un de ses anciens professeurs à Birmingham, et y joignit un résumé de la toile de fond du poème. Ce résumé, intitulé « L'Esquisse de la mythologie », incluait en plus quelques histoires des Contes perdus pour que Reynolds comprenne le contexte du poème.
Pour le résumé de l'histoire d'Eärendel, Tolkien utilisa la deuxième esquisse qu'il avait réalisée pour les Contes perdus, avec quelques modifications : Elwing et les survivants de Doriath arrivent à l'embouchure du Sirion avant les rescapés de Gondolin, et ce sont eux qui accueillent Eärendel et ses gens ; les Valar se joignent à l'attaque lancée contre Morgoth, mais les oiseaux de Gondolin disparaissent et c'est Ulmo qui parvient par ses reproches à les convaincre ; Tuor et Idril partent ensemble vers l'Ouest ; Elrond apparaît pour la première fois (son frère Elros n'apparaîtra que plus tardivement), comme fils d'Eärendel et d'Elwing, sauvé du massacre à l'embouchure du Sirion par Maedhros ; Voronwë ne part pas avec Eärendel dès le début, mais uniquement après le massacre, et c'est lui qui l'apprend à Eärendel ; le Vingilot est élevé au ciel par les Valar et plus par les oiseaux, et ils confient à Eärendel le Silmaril après la Guerre de la Colère avec la tâche de surveiller Morgoth.

### LaQuenta
En 1930, Tolkien réécrivit et développa l’Esquisse de la mythologie, intitulant le manuscrit la Quenta. Le texte fut écrit en une seule fois et il révisa l'histoire seulement à partir de la chute de Gondolin. Dans la première version de cette révision, l'histoire d'Eärendel est identique à celle qui apparaît dans l’Esquisse, mais dans la deuxième, bien que la rédaction en soit différente, l'histoire suit la même ligne narrative que Le Silmarillion, excepté sur quelques points mineurs, comme le fait qu'Ulmo demande encore aux Valar le pardon pour les Elfes et les Hommes de la Terre du Milieu, bien que ceux-ci ne l'acceptent pas, ou que les Aigles de Manwë n’accompagnent pas Eärendel pendant la Guerre de la Colère, mais simplement des oiseaux.
Vers 1937, quand le roman Le Hobbit fut publié, Tolkien recommença à réviser et amplifier la Quenta, l'appelant maintenant Quenta Silmarillion, dont la narration est très semblable à celle du Silmarillion publié. Des années après avoir finalisé Le Seigneur des anneaux, Tolkien introduisit de petits changements dans la Quenta Silmarillion, qui formèrent la version définitive de l'histoire telle qu'elle fut publiée par Christopher Tolkien, comme la substitution d'Eärendel par Eärendil.

## Analyse
Eärendil renvoie à des personnages similaires apparaissant dans les légendes nordiques, comme Aurvandil, ou l'Orentil de l’Edda en prose islandaise, marin qui épouse une belle femme.
Rosalia Fernandez-Colmeiro remarque que le personnage d'Eärendil participe à l'association de la lumière et de l'eau dans l'œuvre de Tolkien. Il est à la fois le navigateur, lié à la mer, et l'étoile du matin, lumière dans le ciel. La fiole de Galadriel participe de ce mouvement, puisque la lumière d'Eärendil est captée par l'eau de la fontaine. Cette association entre l'eau et la lumière, qui se retrouve dans d'autres endroits du Silmarillion, par exemple avec la lumière liquide des Arbres de Valinor, rappelle Le Paradis perdu de John Milton.
Pour Clive Tolley, la construction progressive de la légende d'Eärendil s'est faite de façon philologique, à partir du mot vieil anglais earendel. L'étymologie de ce mot, renvoyant à la fois à la notion de l'orient, et à l'aurora latine, l'associait à la lumière de l'aube. Un autre mot vieil anglais, ear, signifiait « océan » en poésie ; bien qu'il ne semble pas y avoir de lien avec earendel, la proximité des sons a pu inspirer à Tolkien la relation avec la mer.
De plus, le vaisseau d'Eärendil, Vingilot, rappelle par son nom celui du héros britannique Vade, appelé Guingelot dans une note de l'édition de Thomas Speght des œuvres de Chaucer (1598), où le vaisseau est mentionné deux fois, sans être nommé. Guinguelot serait une version normande de Wingelot selon John Garth, et il s’agit pour Tolkien de compléter la « longue et fabuleuse » histoire du navire, évoquée par Speght mais dont tout récit a été perdu. D'après Clive Tolley, Speght s'est sans doute trompé en attribuant ce nom au vaisseau de Vade, le nom correspondant plus souvent à celui du cheval de Gauvain dans la légende arthurienne, par exemple dans le roman de chevalerie Sire Gauvain et le Chevalier vert, étudié et traduit par Tolkien.
Eärendil est un des personnages qui servent de lien entre les Jours Anciens et les événements de la guerre de l'Anneau, à travers les multiples références au personnage dans Le Seigneur des anneaux. Alexandra Bolintineanu suggère également un parallèle entre les histoires de Frodon Sacquet et d'Eärendil : tous deux portent un joyau important (Anneau unique et Silmaril), entreprennent une grande quête (atteindre la Montagne du Destin, ou le Valinor), et doivent quitter les territoires qu'ils souhaitaient protéger (la Comté ou le Beleriand).
Le poème que Bilbo récite à la mémoire d'Eärendil dans Le Seigneur des anneaux rappelle le poème en vieil anglais The Seafarer, qui a pu inspirer Tolkien : les deux parlent d'un marin, solitaire et errant, naviguant sur une mer menaçante dans un climat hostile.

## Adaptations
Eärendil et son vaisseau Vingilot ont inspiré de nombreux dessinateurs, comme John Howe, Ted Nasmith (qui utilise l'emblème d'Eärendil dessiné par Tolkien) ou Jef Murray.
Andi Grimsditch composa un morceau de musique nommé « Eärendil » et appartenant au Tolkien Song Cycle. Le groupe de rock progressif italien Ainur composa une chanson appelée « Eärendil & Elwing », dans leur premier album From Ancient Times (2006).